# Зима Ігор Григорович
Зима Ігор Григорович (нар. 4 травня 1957, Київ — 1 січня 2025, Київ) — український нейробіолог та нейрофізіолог, доктор біологічних наук. Трагічно загинув 1 січня 2025 року під час дронової атаки Києва російськими терористами.

## Життєпис
Народився 4 травня 1957 року у місті Києві.
У 1979 році закінчив біологічний факультет КДУ за спеціальністю «біолог-фізіолог, викладач біології та хімії».
Працював у НДІ фізіології імені Петра Богача КНУ на посадах старшого інженера, молодшого наукового співробітника, старшого наукового співробітника, завідувача лабораторії «Біофізика збудливих систем», очолював відділ фізіології мозку та психофізіології.
З 2018 року працював доцентом кафедри фізіології та анатомії ННЦ «Інститут біології та медицини» Київського національного університету імені Тараса Шевченка.

## Наукова діяльність
Займався дослідженням механізмів когнітивної діяльності мозку людини, емоцій, уваги та систем прийняття рішення, RSN і релаксу, електрофізіології нейромереж, нейропсихології.

## Смерть
1 січня 2025 року під час атаки міста Києва ударними безпілотниками російських терористів, уламки БпЛА впали в центрі міста, у Печерському районі в будинок, де проживав науковець з дружиною Олесею Сокур.

### Відео
- У Києві внаслідок дронової атаки загинуло подружжя науковців// Телеканал Київ-24, Ютюб, 1.1.2025
- РФ вбила подружжя українських науковців// Телеканал 24, Ютюб, 1.1.2025